# Marianne Wernerová

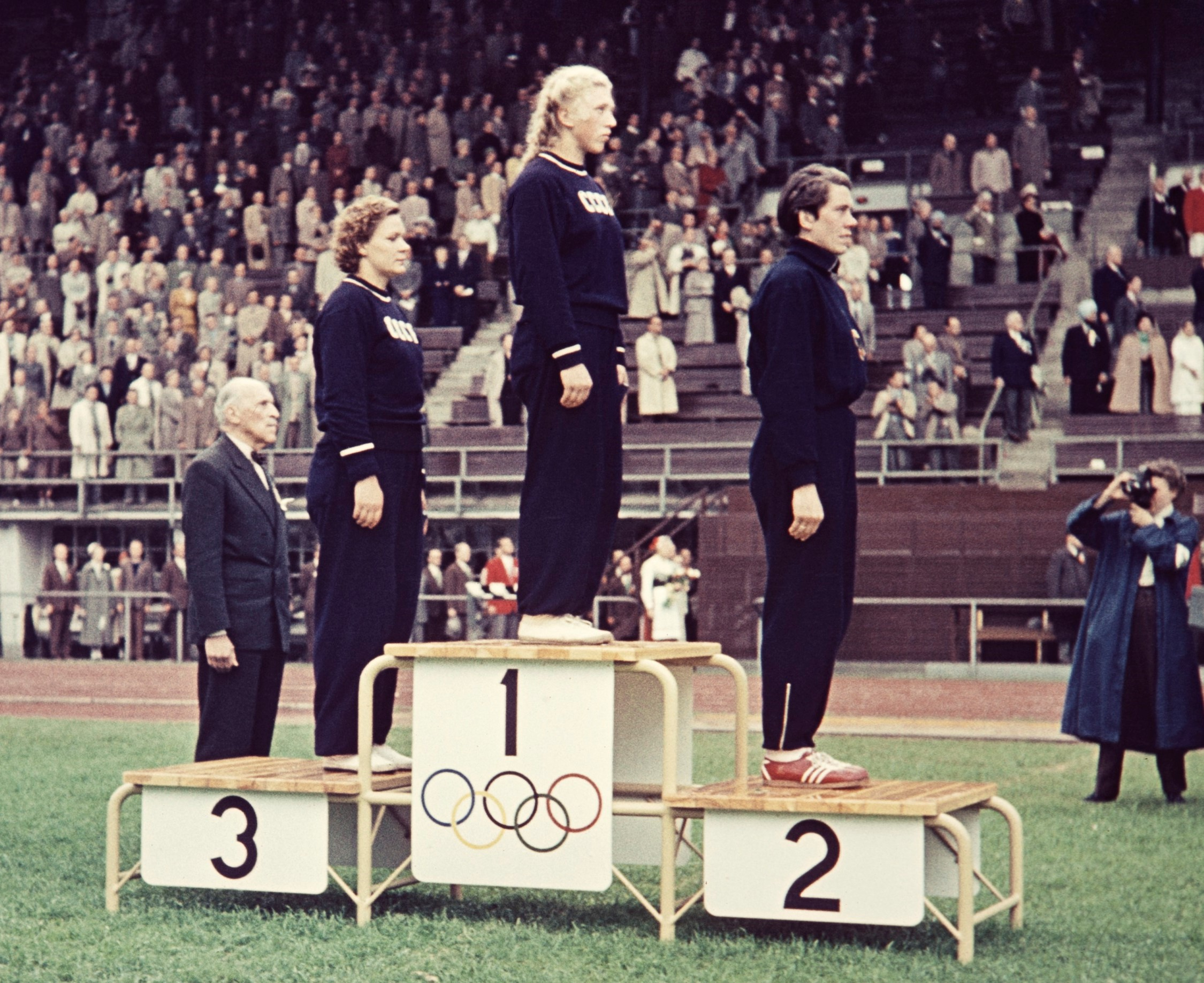
Klavdija Točonovová, Galina Zybinová a Marianne Wernerová v roce 1952

Marianne Wernerová (4. ledna 1924 Dülmen – 22. července 2023) byla západoněmecká atletka, mistryně Evropy ve vrhu koulí z roku 1958.

## Sportovní kariéra
Dvakrát startovala na olympijských hrách ve vrhu koulí – v roce 1952 vybojovala stříbrnou medaili, v roce 1956 bronzovou. V roce 1958 se stala v této disciplíně mistryní Evropy výkonem 15,74 m. Její osobní rekord byl ještě o 10 centimetrů delší. Na mezinárodních soutěžích startovala i v hodu diskem - ovšem bez medailového úspěchu.